# محمد بن عمارة
محمد بن عمارة، سياسي تونسي تولى إدارة الحزب الاشتراكي الدستوري في بداية السبعينات. عين في المنصب في 9 نوفمبر 1970 خلفا لحسيب بن عمار، في حين عين محمود شرشور ومحمد صالح بلحاج كمساعدين له. ساهم في المؤتمر الحزب في أكتوبر 1971 بالمنستير صحبة عدة ممثلين للحزب في الجنوب ككاتب عام لجنة التنسيق بمدنين محمد جنيفان، في ترجيح كفة التيار الليبرالي بقيادة أحمد المستيري وانتخب بن عمارة عضوا في اللجنة المركزية ب608 صوت. لم يقع الأخذ بعين الاعتبار بمقررات المؤتمر من طرف الرئيس بورقيبة ليقع تعويض بن عمارة بمصطفى الفيلالي كمدير للحزب، وفي مؤتمر الوضوح في سبتمبر 1974 وقع رفته من الحزب صحبة 7 أعضاء ينتمون للتيار الليبرالي. انتخب عام 1964 عضوا في مجلس الأمة عن دائرة مدنين.